# Phytocoris hirsuticus
Phytocoris hirsuticus är en insektsart som beskrevs av Knight 1968. Phytocoris hirsuticus ingår i släktet Phytocoris och familjen ängsskinnbaggar. Inga underarter finns listade i Catalogue of Life.